# Angolmois 元寇合戰記
《Angolmois 元寇合戰記》是一部由高木七彥創作的日本漫畫作品。2013年2月，本作開始於KADOKAWA旗下的雜誌《Samurai Ace》上連載。2013年12月，《Samurai Ace》宣佈休刊，Kadokawa表示會考慮轉移本作至其他雜誌繼續連載。2014年7月，Kadokawa宣佈把本作轉移至漫畫網站ComicWalker繼續連載。
2015年2月，本作首本單行本發售，獲得漫畫家幸村誠的推薦及評為「比我的（海盜戰記）更好」。
2018年3月，KADOKAWA宣佈本作電視動畫化的消息。

## 故事簡介
1274年（文永11年）秋天，身為原御家人的朽井迅三郎被鎌倉幕府流放至對馬島。
在越過波濤洶湧的大海到達對馬島後，被流放的罪人們卻從島主宗氏之女輝日姬的口中得知一件恐怖的事——從高麗出發的元朝及高麗軍隊現在正前往日本，並向迅三郎表示「請為對馬島而死」。
在極為不利的情況下，迅三郎等人與輝日姬等宗氏軍隊便開始襲擊元朝和高麗軍隊。

## 登場人物

### 流人
朽井迅三郎（聲：小野友樹）
本作主角。因二月騷動而被幕府逮捕及流放的鎌倉武士。義經流的武術大師。
鬼剛丸（聲：小山力也）
身形魁梧的海盜。與迅三郎一同被流放至對馬島。
白石和久（聲：乃村健次）
原御家人（地頭）。
被同為流放犯的男衾三郎慫恿一同投靠元朝軍，但其後把他殺害並代替其成為內奸，且把所有人的藏身之處告知元朝軍。最後被迅三郎斬下首級。
男衾三郎（聲：濱田賢二）
原御家人，自稱為「武藏國的大將軍」。
擊敗了其兄弟並奪取了家督家督之位，其後被幕府發現，因而被流放。在宗氏軍隊進入金田城後，成為了元朝軍的內奸。慫恿白石投靠元朝軍，但反被其殺害。
阿無志（聲：堀江瞬）
夜視能力很強，擅長偵察的少年。
導圓（聲：小林裕介）
僧侶、金瘡醫。自稱「日本第一名醫」。
火垂（聲：竹内良太）
擅長使用弓箭的男性。
張明福（聲：齋藤志郎）
出身於宋國的商人。在試圖賄賂官員時被發現，最終被流放。

### 宗氏一族
輝日姬（聲：Lynn）
宗助国的女兒。母親是因壇之浦之戰而流落於此的安德天皇的孫女。擅長使用弓箭。
宗助國（聲：柴田秀勝）
對馬國的地頭。
宗馬次郎（聲：松田修平）
宗助國的嫡男。輝日姬的異母兄長。與助國一同抵禦元朝軍的登陸部隊，並殺死了一名高麗將軍。
阿比留弥次郎（聲：鈴木達央）
宗助國的養子。與元朝軍的千戶將軍兀良合臺戰鬥時戰死。
貝谷權太郎（聲：Volcano太田）
輝日姬的護衛。與元朝軍戰鬥時戰死。
鹿乃（聲：小松未可子）
輝日姬的女護衛。在隱藏輝日姬後，便被元朝軍隊發現並擄走。
源八（聲：宮本譽之）
宗家重臣。與元朝軍戰鬥時戰死。
庄野之太郎入道（聲：松田修平）
宗家重臣。與元朝軍戰鬥時戰死。
刑部丞（聲：櫻井慎二朗）
宗家重臣。
左近之右馬允（聲：相馬康一）
宗家重臣。

### 刀伊祓
長嶺判官（聲：小野賢章）
刀伊祓的指導者。在以前與刀伊對峙時，繼承了「長嶺判官」此名稱。

刀伊祓的海女。

### 幕府軍
少貳景資（聲：立花慎之介）
元寇入侵期間，指揮九州御家人們的大將軍。
少貳資能（聲：稻葉實）
景資的父親。阻止景資向對馬派遣援軍。

### 高麗軍
金方慶
高麗軍的將領。
趙抃
高麗軍將軍。金方慶的女婿。
任愷
高麗軍將軍。
朴福
高麗軍將軍。

### 元朝軍
忻都（聲：速水獎）
元朝軍元帥（東征都元帥）。蒙古人。
劉復亨（聲：子安武人）
元朝軍副元帥（東征左副都元帥）。金国人。
洪茶丘（聲：中谷一博）
元朝軍副元帥（東征右副都元帥）。高麗人。
兀良合臺（聲：利根健太朗）
元朝軍的王族、千戶將軍。

### 鎌倉
北條時宗
幕府執權。
名越時章（聲：楠見尚己）
北條氏一門。
名越公時（聲：杉崎亮）
北條氏一門。
大藏賴季（聲：仲野裕）
執權的御内人。

## 出版書籍

### 漫畫
| 卷數   | KADOKAWA       | KADOKAWA               | 青文出版社     | 青文出版社             |
| 卷數   | 發售日期       | ISBN                   | 發售日期       | ISBN                   |
| ------ | -------------- | ---------------------- | -------------- | ---------------------- |
| 1      | 2015年2月10日  | ISBN 978-4-04-102783-7 | 2019年4月25日  | ISBN 978-986-356-856-8 |
| 2      | 2015年3月10日  | ISBN 978-4-04-102784-4 | 2019年6月10日  | ISBN 978-986-356-939-8 |
| 3      | 2015年6月26日  | ISBN 978-4-04-103398-2 | 2019年8月12日  | ISBN 978-986-512-003-0 |
| 4      | 2015年10月26日 | ISBN 978-4-04-103399-9 | 2019年9月9日   | ISBN 978-986-512-038-2 |
| 5      | 2016年2月26日  | ISBN 978-4-04-103936-6 | 2019年11月21日 | ISBN 978-986-512-113-6 |
| 6      | 2016年8月26日  | ISBN 978-4-04-104407-0 | 2020年1月13日  | ISBN 978-986-512-208-9 |
| 7      | 2017年3月10日  | ISBN 978-4-04-104409-4 | 2020年3月5日   | ISBN 978-986-512-246-1 |
| 8      | 2017年8月26日  | ISBN 978-4-04-104410-0 | 2020年6月11日  | ISBN 978-986-512-339-0 |
| 9      | 2018年3月26日  | ISBN 978-4-04-106558-7 | 2020年8月10日  | ISBN 978-986-512-396-3 |
| 10     | 2018年8月25日  | ISBN 978-4-04-106559-4 | 2020年9月21日  | ISBN 978-986-512-511-0 |
| 博多篇 |                |                        |                |                        |
| 1      | 2019年7月26日  | ISBN 978-4-04-108489-2 |                |                        |
| 2      | 2020年3月26日  | ISBN 978-4-04-109229-3 |                |                        |
| 3      | 2020年9月26日  | ISBN 978-4-04-109918-6 |                |                        |
| 4      | 2020年3月25日  | ISBN 978-4-04-109920-9 |                |                        |
| 5      | 2021年10月26日 | ISBN 978-4-04-109920-9 |                |                        |
| 6      | 2022年5月26日  | ISBN 978-4-04-111924-2 |                |                        |
| 7      | 2022年12月26日 | ISBN 978-4-04-113052-0 |                |                        |
| 8      | 2023年8月25日  | ISBN 978-4-04-113905-9 |                |                        |
| 9      | 2024年3月26日  | ISBN 978-4-04-114753-5 |                |                        |
| 10     | 2024年9月25日  | ISBN 978-4-04-115182-2 |                |                        |
| 11     | 2025年6月25日  | ISBN 978-4-04-116176-0 |                |                        |

### 小說
| 卷數 | KADOKAWA       | KADOKAWA               |
| 卷數 | 發售日期       | ISBN                   |
| ---- | -------------- | ---------------------- |
| 1    | 2018年6月15日  | ISBN 978-4-04-256082-1 |
| 2    | 2018年10月15日 | ISBN 978-4-04-256086-9 |

## 電視動畫

### 製作人員
動畫的主要製作人員如下：
- 原作：高木七彦
- 監督：栗山貴行
- 副監督：羽原久美子
- 系列構成、劇本：安川正吾
- 人物設計、總作畫監督：小峰正賴
- 道具設計：神戶洋行、瀧川和男
- 色彩設計：岡田繪美子
- 攝影監督：久野利和
- 3D監督：武田雅由
- 美術設計協力：倉橋隆、伊井藏、青柳
- 編輯：右山章太
- 音樂：片山修志
- 音響監督：小泉紀介
- 音響效果：今野康之
- 音樂製作：KADOKAWA
- 音響製作：Bit Promotion
- 音樂製作人：若林豪
- 動畫製作：NAZ
- 製作人：田村淳一郎
- 動畫製作人：渡邊洋一
- 製作：Angolmois元寇合戰記製作委員會

### 主題曲
片頭曲「Braver」
作詞、作曲：ホリエアツシ，編曲、主唱：STRAIGHTENER
片尾曲「Upside Down」
作詞、作曲：井上龍馬，編曲、主唱：SHE'S

### 各話列表
| 話數     | 日文標題 | 中文標題   | 分鏡              | 演出                                  | 作畫監督 |
| -------- | -------- | ---------- | ----------------- | ------------------------------------- | --- |
| 第壹话   |          | 率土之濱   | Royden B 栗山贵行 | 羽原久美子 栗山贵行                   | 小峰正赖 |
| 第貳話   |          | 佐須的戰神 | 下田久人 三宅寬治 | 關大                                  | 松本和志、Jumondou Seoul 小田多惠子、武智敏光、中村真悟 陸田聰志、瀧川和夫、酒井智史 |
| 第叄話   |          | 攻擊之時   | 西森章            | 五月女有作                            | 津幡佳明 |
| 第肆話   |          | 前往國府   | 瀧川和男          | 鈴木芳成                              | 谷口守泰、菊池政芳、藤田真弓 海保仁美、金璐浩 |
| 第伍話   |          | 覺悟       | Royden B          | 岡村正弘                              | Shin Min Seop、Lee Sang Jin Shin Hyung Sik、Jung Chul Gyo |
| 第陸話   |          | 死亡的前路 | 西森章            | 白石道太                              | 中岛美子、千叶启太郎、津幡佳明 山崎辉彦、菊池政芳、堀光明 |
| 第柒話   |          | 金田城     | 中山正惠          | 佐佐木纯                              | 菊池政芳、飯飼一幸、千葉啓太郎 津幡佳明、瀧川和男 Jumondou Seoul |
| 第捌話   |          | 背叛之刃   | 西森章            | 花上将吾                              | 神户洋行、豆塚明日香、佐藤道雄 樱井拓郎、小田多惠子、前原薰 中村真悟、中泽勇一、陆田聪志 武智敏光、津幡佳明、服部宪知 千葉啓太郎                                                                                   |
| 第玖話   |          | 山城的攻防 | Royden B          | 森田侑希                              | 山崎辉彦、菊池政芳、金璐浩 宫野健、Jumondou Seoul 千叶启太郎、津幡佳明、中村真悟 武智敏光、陆田聪志、泷川和男 |
| 第拾話   |          | 凶兆       | 西森章            | 山口赖房                              | Shin Min Seop、Lee Sang Jin Shin Hyung Sik、Jung Chul Gyo 武智敏光 |
| 第拾壹話 |          | 對馬的天道 | Royden B          | 渡边纯央                              | 津幡佳明、小田多惠子、樱井拓郎 中泽勇一、千叶启太郎、渡边纯央 陆田聪志、武智敏光、中村真悟 |
| 第拾貳話 |          | 拼盡全力   | 瀧川和男          | 羽原久美子 泷川和男 森田侑希 栗山贵行 | 小田多惠子、樱井拓郎、谷口守泰 中岛美子、森前和也、吉田和香子 松原丰、冈田雅人、服部益美 Lee Juhyeon、津幡佳明 千叶启太郎、浅利步惟、清水庆太 豆塚明日香、又贺大介、武智敏光 中村真悟、陆田聪志、神户洋行 泷川和夫 |

## 外部連結
- 漫畫原作—ComicWalker（页面存档备份，存于）（日語）
- 電視動畫官方網站（页面存档备份，存于）（日語）
- 電視動畫官方的X（前Twitter）（日語）